# LIFE Library of Photography
Library of Photography (1970–1973), ett klassiskt bokverk i åtta volymer från förlaget Time-Life Books, USA, vilken avhandlar fotografins historia och nutid, samt fungerar som ett uppslagsverk och en lärobok såväl för nybörjare som avancerade fotografer.

## Ingående volymer
- The Camera
- Light and Film
- The Print
- Color
- Photographing Nature
- The Great Themes

1. Human Condition
2. Still Life
3. Portraits
4. The Nude
5. Nature
6. War

- Photojournalism
- Photographing Children